# District hospitalier de Carélie du Nord
Le district hospitalier de Carélie du Nord (sigle Siun sote) est un district hospitalier regroupant les municipalités de la région de Carélie du Nord.

## Municipalités membres
Le district regroupe 13 communes:
| - Heinävesi - Ilomantsi - Joensuu - Juuka - Kitee - Kontiolahti - Lieksa | - Liperi - Nurmes - Outokumpu - Polvijärvi - Rääkkylä - Tohmajärvi |

## Hôpitaux du district
- Hôpital central de Carélie du Nord